# بلو سور مر
بلو سور مر (به لاتین: Belo sur Mer) یک منطقهٔ مسکونی در ماداگاسکار است که در منابه واقع شده‌است. بلو سور مر ۸٬۰۰۰ نفر جمعیت دارد و ۵ متر بالاتر از سطح دریا واقع شده‌است.